# Mevlütler, Acıpayam
Mevlütler là một xã thuộc huyện Acıpayam, tỉnh Denizli, Thổ Nhĩ Kỳ. Dân số thời điểm năm 2010 là 140 người.